# Göygöl (Stadt)
Göygöl ist eine Stadt in Aserbaidschan. Sie ist Hauptstadt des Bezirks Göygöl. Die Stadt hat 19.500 Einwohner (Stand: 2021). 2014 hatte Göygöl etwa 18.200 Einwohner. Der von Schwaben, aus dem damaligen Königreich Württemberg, als Helenendorf gegründete Ort trug von 1938 bis 2008 den Namen Chanlar, auch Xanlar oder russisch Ханлар.

## Geschichte

### Entwicklung des Stadtnamens
Der ursprüngliche Name der Stadt als „Helenendorf“ leitet sich von der Großherzogin Elena Pawlowna ab, der zweiten Tochter des Paul I. von Russland (1754–1801) und seiner zweiten Ehefrau, Zarin Maria Feodorowna (1759–1828), (vor der Heirat bekannt als Prinzessin Sophie Dorothee von Württemberg). Am 29. November 1938 erhielt der Ort die Stadtrechte, bei gleichzeitiger Umbenennung in „Xanlar“ nach dem aserbaidschanischen Arbeiterführer Xanlar Səfərəliyev (1885–1907). Am 25. April 2008 beschloss das aserbaidschanische Parlament, die Stadt nach einem nahe liegenden See in „Göygöl“ (dt. etwa „blauer See“) umzubenennen.

### Gründung als Siedlung von Kaukasiendeutschen
Am 10. Mai 1817 genehmigte Zar Alexander I. die Umsiedlung von 700 schwäbischen Familien nach Transkaukasien. Die Stadt Ulm wurde damals als Sammelpunkt ausgewiesen, von wo aus die Siedler auf Schiffen die Donau hinunter nach Ismajil, Ukraine geschickt wurden. Die ersten Siedler aus dieser Gruppe wurden im Winter 1817 zu den, in der Ukraine bereits existierenden, deutschen Schwarzmeerkolonien wie Peterstal, Josefstal, Karlstal und anderen, gebracht. 

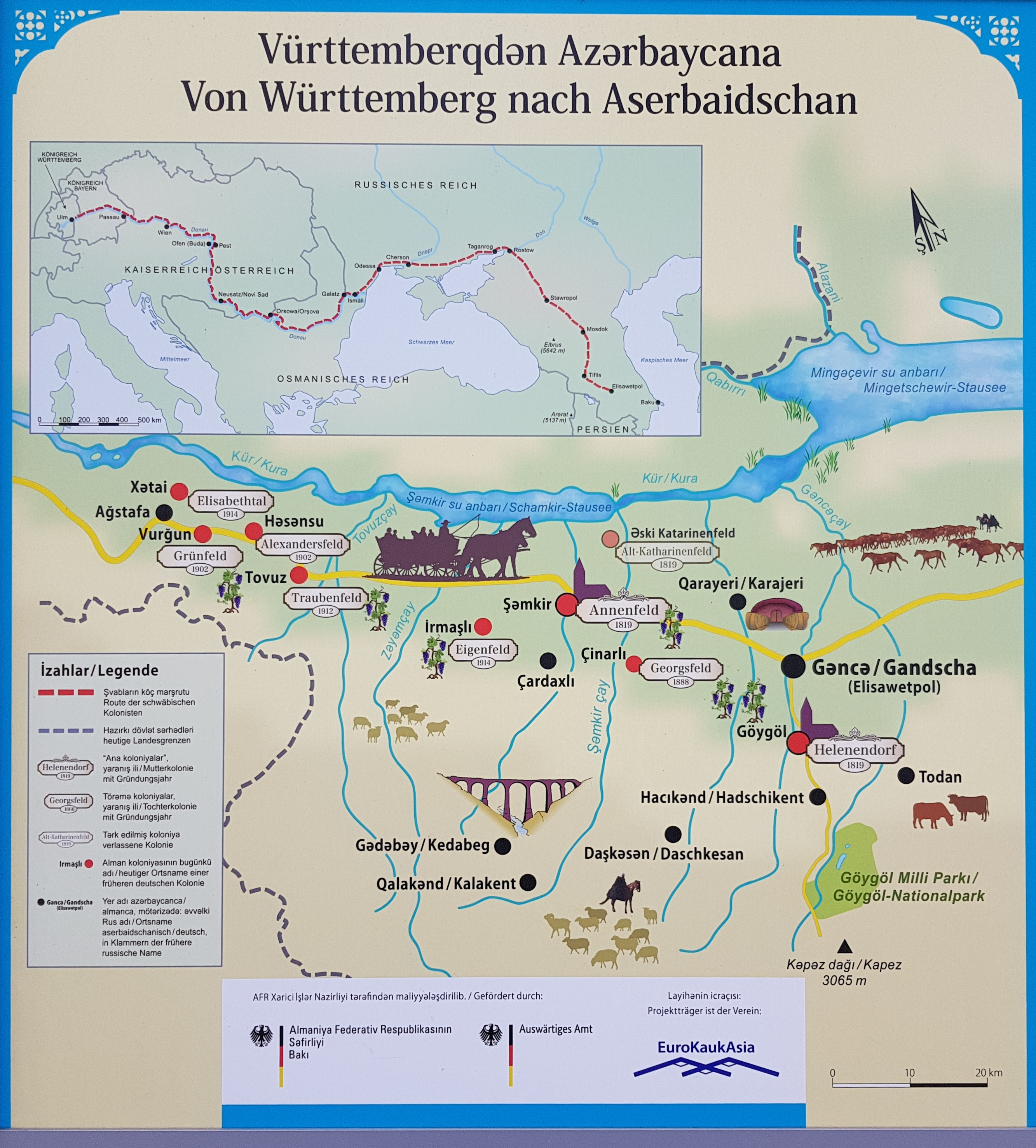
Von Württemberg nach Aserbaidschan

In Transkaukasien kamen die Gründungssiedler erst in Begleitung von Kosaken im August des Jahres 1818 an. Von den ursprünglichen 700 schwäbischen Familien, die Ulm verließen, erreichten nur etwa 400 ihre Ziele; wobei einige der Auswanderer auf dem Weg nach Transkaukasien an Krankheiten starben und andere wiederum in der Schwarzmeerregion verblieben. Zur gleichen Zeit schlossen sich auch etwa weitere 100 Familien aus den Schwarzmeerkolonien den Einwanderern nach Transkaukasien an. Ab dem Jahre 1817 wurden in Transkaukasien dann sechs Siedlungen in Georgien und zwei in Aserbaidschan gegründet: Annenfeld und Helenendorf.
Der Ort wurde im Jahr 1819 von 127 schwäbischen Familien (ca. 600 Siedler) als Helenendorf gegründet. Zu den Gründungsvätern gehörten unter anderem Gottlieb Koch, Herzog Schimann, Jacob Krause oder Johannes Wuchrer.

### Geschichte als deutsche Siedlung bis zum Zweiten Weltkrieg
Helenendorf wurde zu einer der bedeutendsten Kolonien der Kaukasiendeutschen. Schon 20 Jahre nach der Gründung gab es in der Kolonie acht Schuhmacher, vier Schneider, acht Schmiede, vier Tischlereien und mehrere Wagnereien für Fuhrwerke. Im Jahre 1843 lebten in der Siedlung 609 Menschen. Mit dem sich weiter etablierenden Weinanbau begann ab etwa 1860 der verstärkte wirtschaftliche Aufschwung. Ab dem Jahre 1893 organisierte sich die deutsche Gemeinde in Vereinen. Als erstes Dorf im gesamten Kaukasus hatte Helenendorf 1912 elektrischen Strom, 1916 gar ein funktionierendes Telefonnetz. 1908 belief sich die Zahl der deutschen Bevölkerung Helenendorfs auf mehr als 2400 Personen.
Mit den Namen von Christopher Vohrer und Gebrüder Hummel verbindet man die Gründung und Blütezeit der Weinproduktion (auch Cognac und Wodka) in Aserbaidschan. Vor dem Ersten Weltkrieg trugen die beiden Handelshäuser „Vohrer“ und „Hummel“ in Helenendorf mit einem Umsatz von 12,3 Millionen Liter Wein fast 50 Prozent des Weinabsatzes der deutschen Kolonistendörfer und hatten zahlreiche Zweigstellen ihrer Weingeschäfte in ganz Russland. 1920 wurde die Winzergenossenschaft „Konkordija“ unter dem Namen „Produktionsverbund der Arbeiterwinzer“ mit Teilen des Grundvermögens der Familienbetriebe Vohrer, Hummel, Beck sowie der alten Genossenschaften neugegründet. Bis 1929 konnte sie rund 160 Verkaufsstellen in der ganzen Sowjetunion einrichten. „Concordia“ stellte nicht nur Wein her, sondern richtete Schulen ein, finanzierte Kultureinrichtungen und unterhielt chemische Forschungslabors.
Mit der Gründung der Demokratischen Republik Aserbaidschan (ADR) im Mai 1918 entstand der „Transkaukasische Deutsche Rat“, der sich auch um Belange der Deutschen in Georgien kümmerte. Darin waren unter anderem Dr. med. Wilhelm Hurr und Gottlieb Hummel vertreten. In der Nationalversammlung der ADR repräsentierte Lorenz Kuhn aus Helenendorf als Abgeordneter die Interessen der deutschen Bevölkerung Aserbaidschans.
Ab der zweiten Hälfte der 1920er Jahre, als Aserbaidschan bereits Teil der Sowjetunion geworden war, begann die systematische Enteignung der Dorfgemeinschaft. Aufgrund ihres steigenden Wohlstands wurden die Deutschen von Kommunisten als „Kulaken“ gebrandmarkt. 1926 fand ein großer Gerichtsprozess unter anderem gegen Gottlob Hummel, Heinrich Vohrer und Fritz Reitenbach statt, die prominenten Vorstandsmitglieder der „Konkordia“ aus Helenendorf, denen konterrevolutionäre und nationalistische Aktivitäten vorgeworfen wurden. In der Folge wurden die Angeklagten nach Kasachstan deportiert und ihr Eigentum beschlagnahmt. 1935 wurde die „Konkordia“ zerschlagen und 600 Familien aus Helenendorf und aus dem nahegelegenen Annenfeld unter dem Vorwurf der Spionage nach Ostkarelien zwangsdeportiert. Im Zuge der "deutschen" Operation wurden 1937–1938 landesweit zehntausende Deutsche verhaftet. In Helenendorf wurden in den Jahren 1933 bis 1941 insgesamt 187 Deutsche verhaftet.
1941 wurden die verbliebenen Deutschen auf Befehl des sowjetischen Innenministeriums (NKWD) unter Lawrenti Beria, sowie auf Befehl Stalins mit der Akten-Nr. 001487 „Über die Umsiedlung der Deutschen aus der Georgischen, der Aserbaidschanischen und der Armenischen SSR“ vom 8. Oktober 1941, nach Nordkasachstan, Oblast Nowosibirsk, Aqmola (Gebiet), Qaraghandy (Gebiet), Qostanai (Gebiet), Gebiet Pawlodar ausgewiesen. Auf Lastwagen wurden die deutschen Familien zum Bahnhof von Gandscha gebracht, weiter ging es mit der Eisenbahn nach Baku. Hier wurden die Deportierten am 25. Oktober auf Schiffe verladen und über das Kaspische Meer nach Krasnowodsk in Turkmenien gebracht. Von Krasnowodsk begann für die Kaukasusdeutschen eine wochenlange Eisenbahnfahrt in Viehwaggons, die bis Mitte November dauerte – über Aschgabat in Turkmenien, Samarkand und Taschkent in Usbekistan, Richtung Nordwesten bis Orenburg im Uralgebiet, nach Omsk in Sibirien und schließlich wieder Richtung Süden bis Akmolinsk in Kasachstan.
Nach dem Ende der Sowjetunion 1990 kamen viele der ehemals deportierten Helenendorfer als Spätaussiedler nach Deutschland. Im Jahre 2007 verstarb der letzte Deutsche im Ort, Viktor Klein, der als unmittelbarer Nachfahre der deutschen Siedler aus der Gründungszeit stammte. Sein Wohn- und Elternhaus in der heutigen Göygöl wird seit 2014 als Museum genutzt.

### Soziale Entwicklung bis zum Zweiten Weltkrieg
Aufgrund der Tatsache, dass es unter den Siedlern auch Lehrer gab, hatten die Kinder in der Ortschaft die Möglichkeit, Lesen, Schreiben und Zählen sowie später Geographie und Geschichte zu lernen. 1823 wurde in der Siedlung die erste Schule gebaut, in der die Kinder in zwei Klassen unterrichtet werden konnten. Mit dem Bevölkerungswachstum wuchs auch die Größe der Schule und der Rahmen der darin unterrichteten Fächer. 1907 wurde an der Helenendorfer Schule ein Internat für Kinder aus anderen schwäbischen Siedlungen Transkaukasiens eröffnet, die dort studieren konnten. In den 1920er Jahren wurden für die pädagogische Entwicklung der Siedlerkinder auch Lehrer aus Deutschland und Österreich eingeladen, an der Helenendorfer Schule zu unterrichten. So wurde beispielsweise der Musikunterricht an der Schule von Alois Melichar, dem späteren Dirigenten der Berliner Philharmoniker, unterrichtet.
Zu den örtlichen Lehrern gehörte insbesondere Jakob Hummel, der für seine wissenschaftlichen Arbeiten über Archäologie bekannt war. In den 1930er Jahren arbeitete auch der bekannte wolgadeutsche Schriftsteller und Dichter Franz Bach an der Helenendorfer Schule.
In Helenendorf wurden auch musikalische Konzerte und Aufführungen organisiert. Zu diesem Zweck hatte man ein Brassensemble und Streichorchester sowie ein Theaterstudio mit rund 400 Zuschauerplätzen aufgebaut, wo verschiedene Feierlichkeiten und öffentliche Veranstaltungen stattfanden. Im Jahre 1930 eröffnete eine Musikschule mit Klavier- und Saiteninstrumentenunterricht in der Siedlung. Viele Musikgruppen aus allen anderen transkaukasischen Kolonien (in den 1930er Jahren gab es insgesamt 21 Kolonien) kamen in Helenendorf zu Großfestivals zusammen.

## Kultur

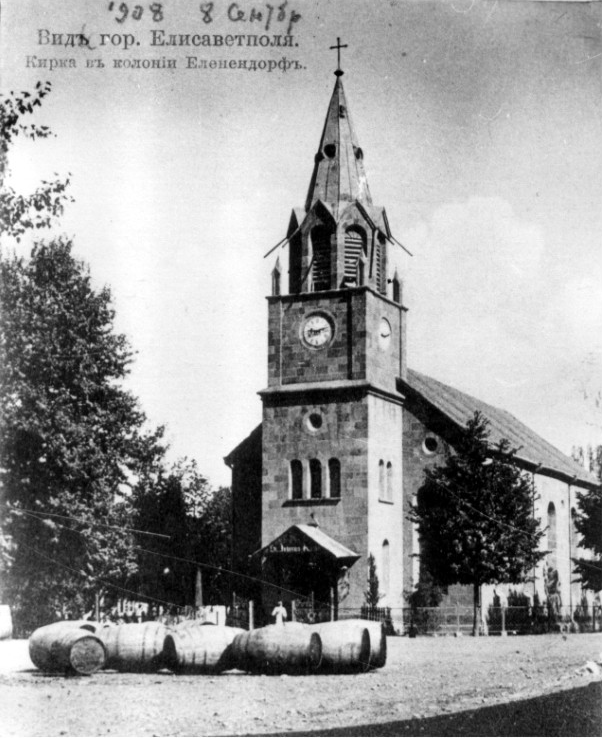
Ehemalige lutherische St.-Johannis-Kirche 1908
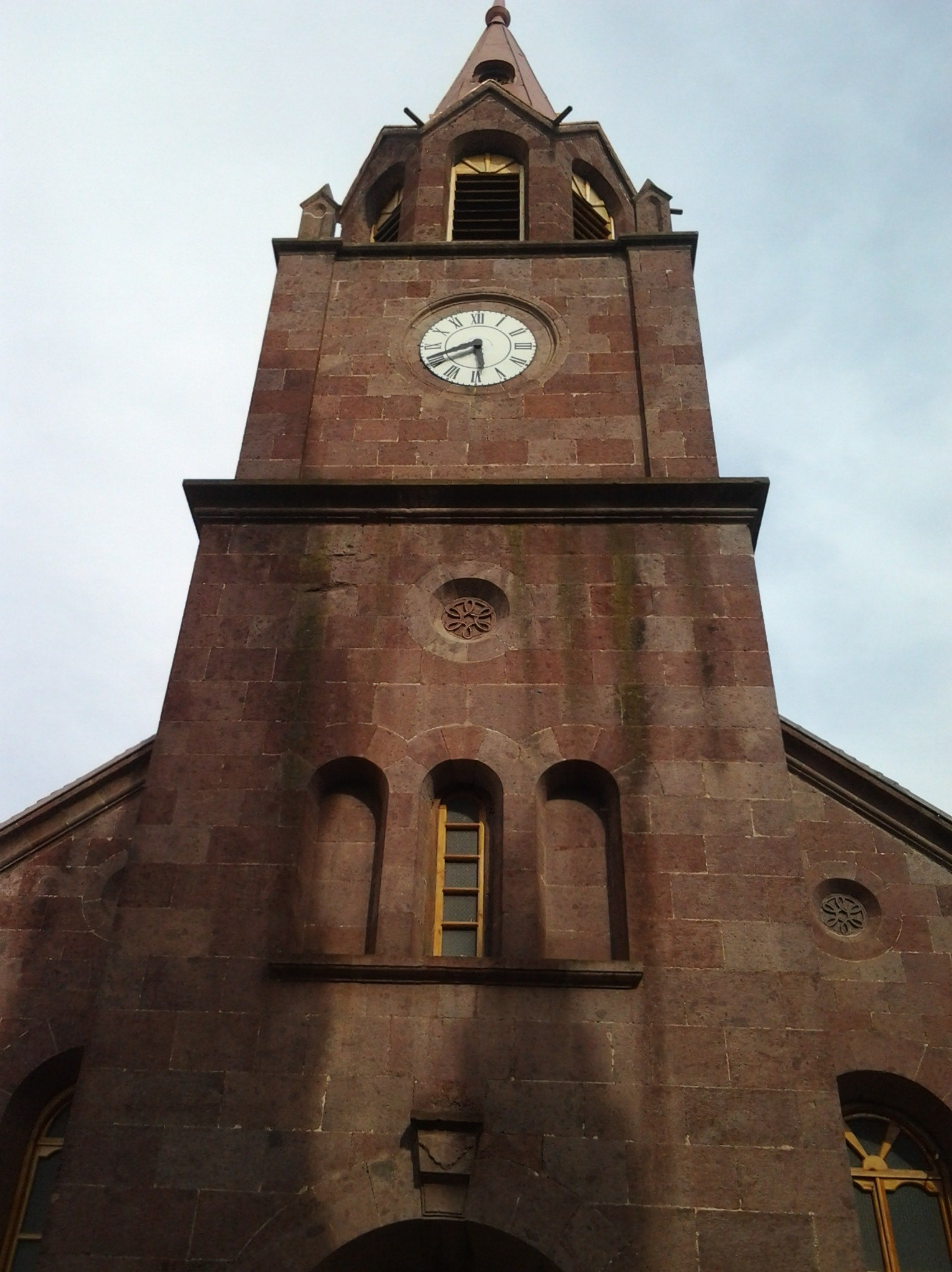
Ehemalige lutherische St.-Johannis-Kirche 2012
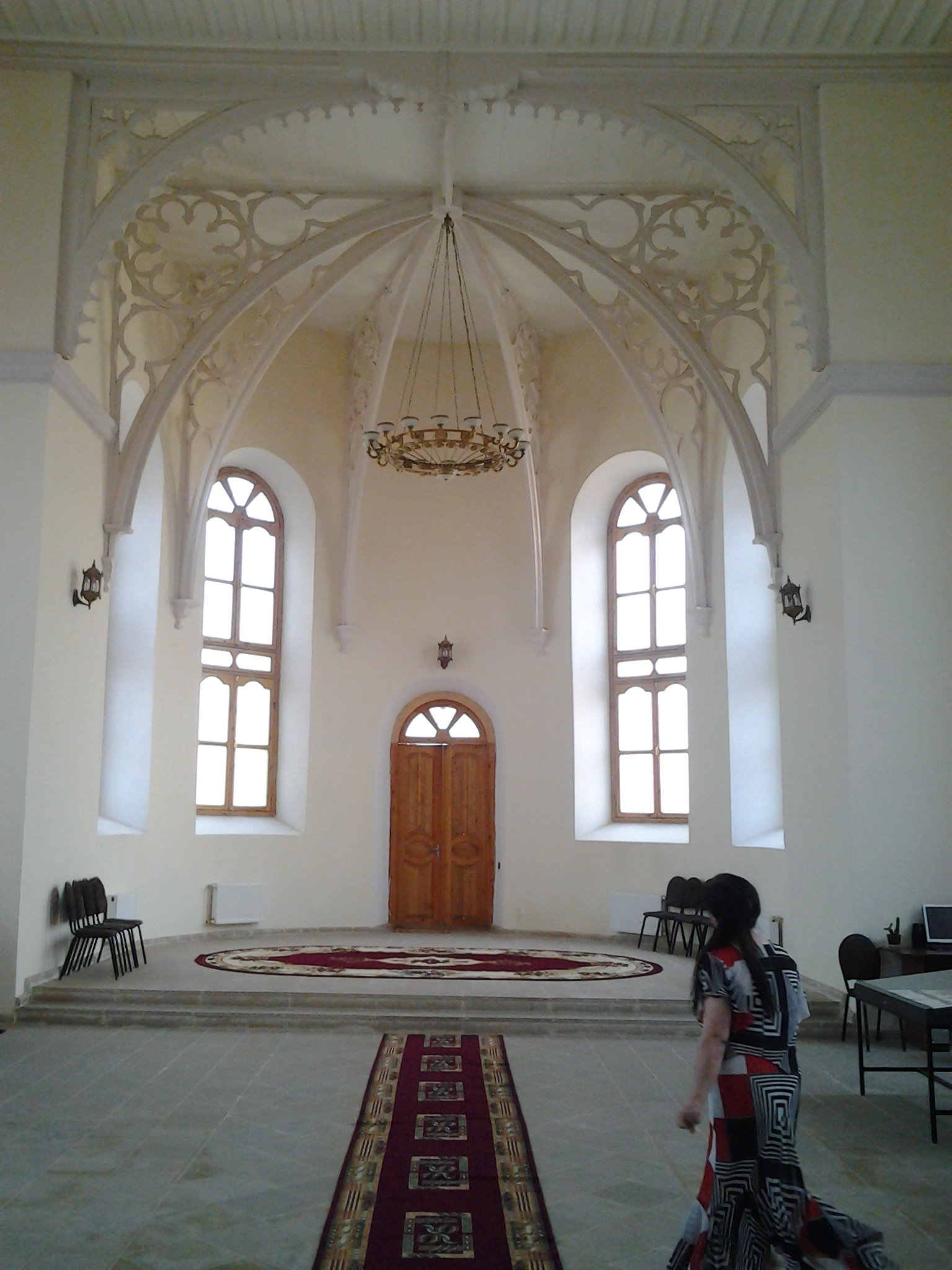
Ehemalige lutherische St.-Johannis-Kirche, Innenansicht
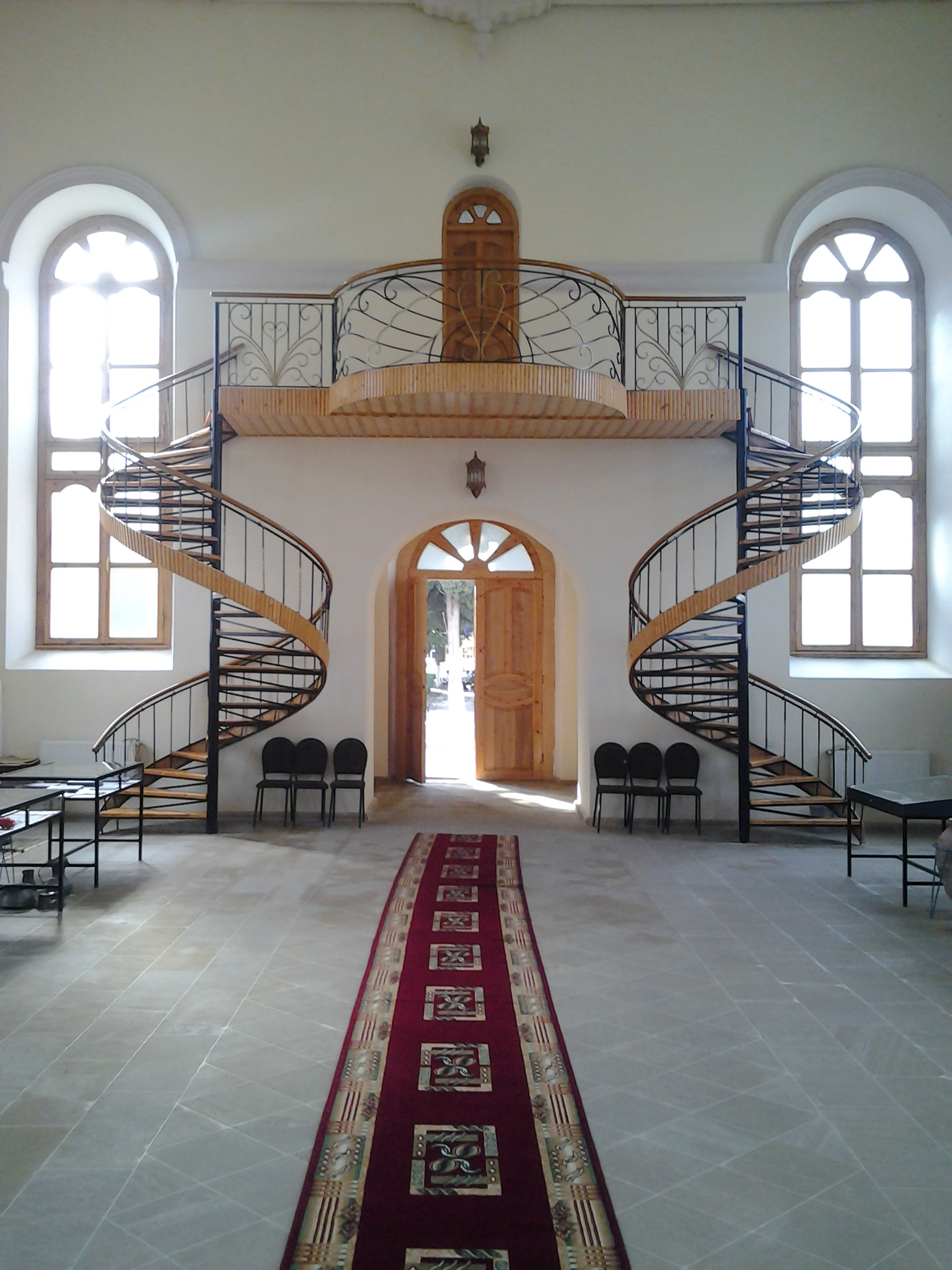
Ehemalige lutherische St.-Johannis-Kirche, Blick nach außen

Von der deutschen Besiedlung blieben der Stadt eine lutherische Pfarrkirche, die zu Sowjetzeiten als Sporthalle genutzt wurde und heute ein Museum ist, die als Alleen angelegten Straßen und die spitzgiebeligen Häuser. Außerdem gibt es ein historisches Museum, ein Kino und die Brücke „Ağ Körpü“ (dt. „Weiße Brücke“), die im 12. Jahrhundert erbaut wurde.

## Verkehr

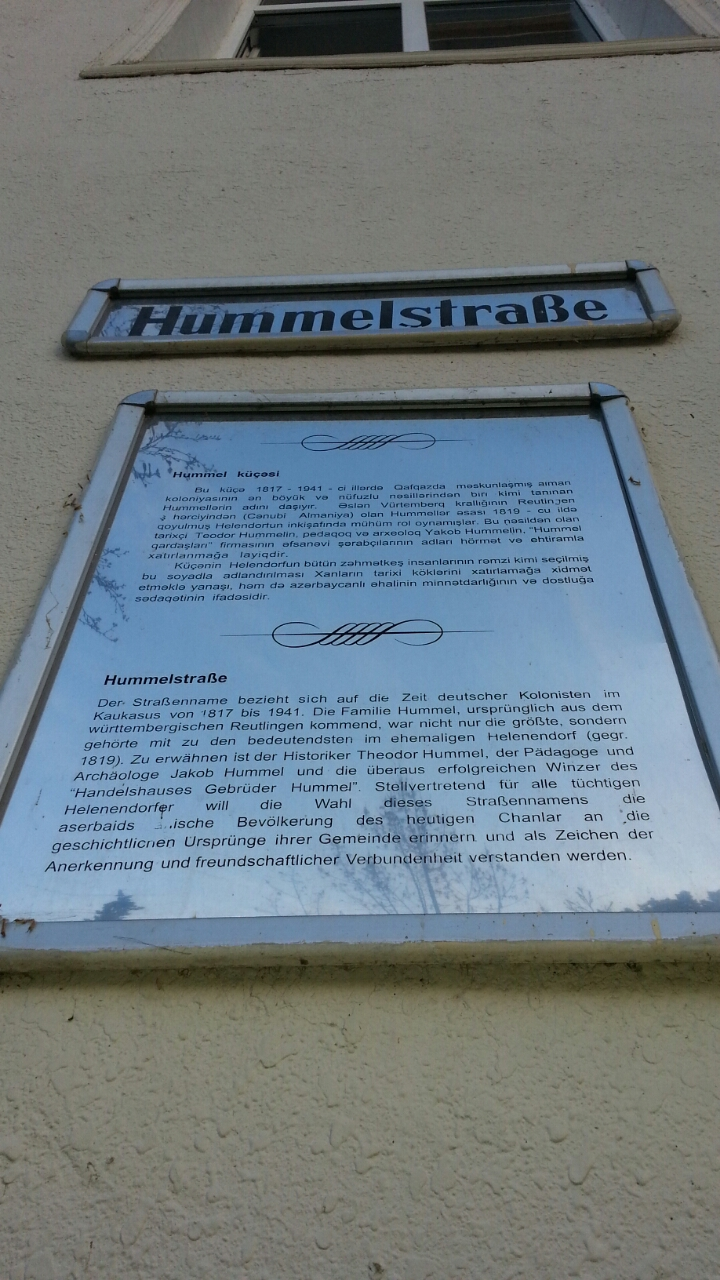
Hummelstraße in Göygöl (Helenendorf)

Nördlich der Stadt verläuft die Fernstraße M2, die dort die gut 10 km nördlich (Zentrum) gelegene Großstadt Gəncə umgeht. In Gəncə befindet sich an der Bahnstrecke von Baku zur georgischen Grenze (weiter Richtung Tiflis) der Azərbaycan Dövlət Dəmir Yolu auch die nächstgelegene Bahnstation. Zur Erinnerung an die Errungenschaften großer Familienunternehmen wurde eine der Zentralstraßen nach der Familie Hummel umbenannt.

## Söhne und Töchter der Stadt
- Jakob Hummel (1893–1946), sowjetischer Archäologe und Volkskundler deutscher Herkunft
- Walter Kehrer (1912–1992), deutscher SS-Oberscharführer
- Lorenz Jacob Kuhn (1884–1942), Politiker, Abgeordneter im Parlament der Demokratischen Republik Aserbaidschan
- Christopher Vohrer (1827–1916), kaukasiendeutscher Weinproduzent

## Film
- Winfried Schnurbus: Abenteuer Seidenstraße. Die Karawane der Hoffnung. (Erstsendung 4. Dezember 2003; Dokumentation über einen Hilfstransport nach Afghanistan mit Helenendorf als Etappe. Kurzes Interview mit dort lebenden Deutschstämmigen.)